# Pantaleó de Lídia
Pantaleó (en llatí Pantaleon, en grec antic Πανταλέων) fou fill d'Aliates II rei de Lídia i d'una dona jònica, i va viure al segle vi aC.
Amb l'ajuda dels seus partidaris va reclamar el tron amb preferència al seu germà Cressos però el rei Aliates va decidir en favor d'aquest, segons diu Heròdot.